# Aplanodema lomii
Aplanodema lomii là một loài bọ cánh cứng trong họ Cerambycidae.